# Zaton, Dubrovnik
Zaton je skupno ime za istoimenski zaliv in tri naselja z manjšim pristaniščem pred  Dubrovnikom (Hrvaška).

## Geografija
Zaton je okoli 2 km dolg zaliv s tremi naselji okoli 8 km severozahodno od Dubrovnika ob magistralni cesti Split - Dubrovnik. Naselja ležijo med naseljema Stikovica in Orašac ob globoko zajedenem zalivu s prijetnimi plažami.
Največje naselje  Veliki Zaton leži na zahodni strani zaliva nasproti Stikovice. Mali Zaton, sedaj Zaton Doli leži na severovzhodni obali zaliva,  tretje naselje, Soline pa
ležijo ob istoimenskem zalivčku med obema prej imenovanima naseljema.
Kraj ima dva pomola, ob katerih je mogoč privez plovil z ugrezom do 3 metrov. Boljše sidrišče je v severnem delu zaliva. Tu je morje globoka do 12 m. Pristan je odprt zahodnim, sidrišče pa južnim vetrovom.

## Prebivalstvo
Zaton večinoma naseljujejo Hrvati. Po popisi leta 2001 je tu živelo v treh naseljih 858 stalnih prebivalcev.
| Pregled števila prebivalcev po letih | Pregled števila prebivalcev po letih | Pregled števila prebivalcev po letih | Pregled števila prebivalcev po letih | Pregled števila prebivalcev po letih | Pregled števila prebivalcev po letih | Pregled števila prebivalcev po letih | Pregled števila prebivalcev po letih | Pregled števila prebivalcev po letih | Pregled števila prebivalcev po letih | Pregled števila prebivalcev po letih | Pregled števila prebivalcev po letih | Pregled števila prebivalcev po letih | Pregled števila prebivalcev po letih | Pregled števila prebivalcev po letih |
| ------------------------------------ | ------------------------------------ | ------------------------------------ | ------------------------------------ | ------------------------------------ | ------------------------------------ | ------------------------------------ | ------------------------------------ | ------------------------------------ | ------------------------------------ | ------------------------------------ | ------------------------------------ | ------------------------------------ | ------------------------------------ | ------------------------------------ |
| 1857                                 | 1869                                 | 1880                                 | 1890                                 | 1900                                 | 1910                                 | 1921                                 | 1931                                 | 1948                                 | 1953                                 | 1961                                 | 1971                                 | 1981                                 | 1991                                 | 2001                                 |
| 521                                  | 521                                  | 485                                  | 498                                  | 489                                  | 497                                  | 450                                  | 457                                  | 437                                  | 454                                  | 434                                  | 456                                  | 565                                  | 707                                  | 858                                  |

## Ime kraja
Ime kraja se najverjetneje povezuje z imenom za morski zaliv (zaliv - zaton) ob katerem se naselje nahaja.

## Gospodarstvo
Čeprav je Zaton eno redkih naselij v neposredni bližini Dubrovnika, ki nima nobenega hotela je turizem kljub temu najbolj razvita gospodarska dejavnost. Prebivalci se ukvarjajo predvsem z uslužnostno dejavnostjo v turizmu: oddaja sob, apartmajev in gostinstvom.
Poleg tega pa se ukvarjajo še z ribolovm in trgovinsko dejavnostjo.

## Zgodovina
Tu so nekoč dubrovniški bogatini (Sarake, Sorkočevići, Koboge, Gučetići, Mančetići, Palmotići, Lukarevići, Natali in drugi) gradili svoje poletne hišice. Od stare župnijske cerkve postavljena na temeljih staroromanske cerkve iz leta 1050 ni zaradi mnogih predelav skozi stoletja ostalo nič izvirnega.
V Malem Zatonu, za Sorkočevićevo poletno hišo je izvir imenovan Vrelo. Voda iz tega izvira je bila v preteklosti napeljana do Dubrovnika, istočasno pa pobanjala tudi vodne mline.
V zalivčku Soline so bile v preteklosti soline. Od leta 1333 so bile v lasti Lukarevićev, kasneje pa Mančetićev. Na griču pred vhodom v zalivček stojijo ostanki utrdbe, ki so jo začeli graditi Napoleonovi vojaki.